# Gołełąki
Gołełąki (prononciation : [ɡɔwɛˈwɔnki]) est un village polonais de la gmina de Latowicz dans le powiat de Mińsk de la voïvodie de Mazovie dans le centre-est de la Pologne.
Le village compte approximativement une population de 160 habitants en 2010.

## Histoire
De 1975 à 1998, le village appartenait administrativement à la voïvodie de Siedlce.